# Kezar Stadium
O Kezar Stadium é um estádio localizado em San Francisco, estado da Califórnia, nos Estados Unidos, possui capacidade total para 10.000 pessoas, atualmente é a casa do time de futebol San Francisco City FC da USL Championship e do time de lacrosse San Francisco Dragons da MLL.

## História

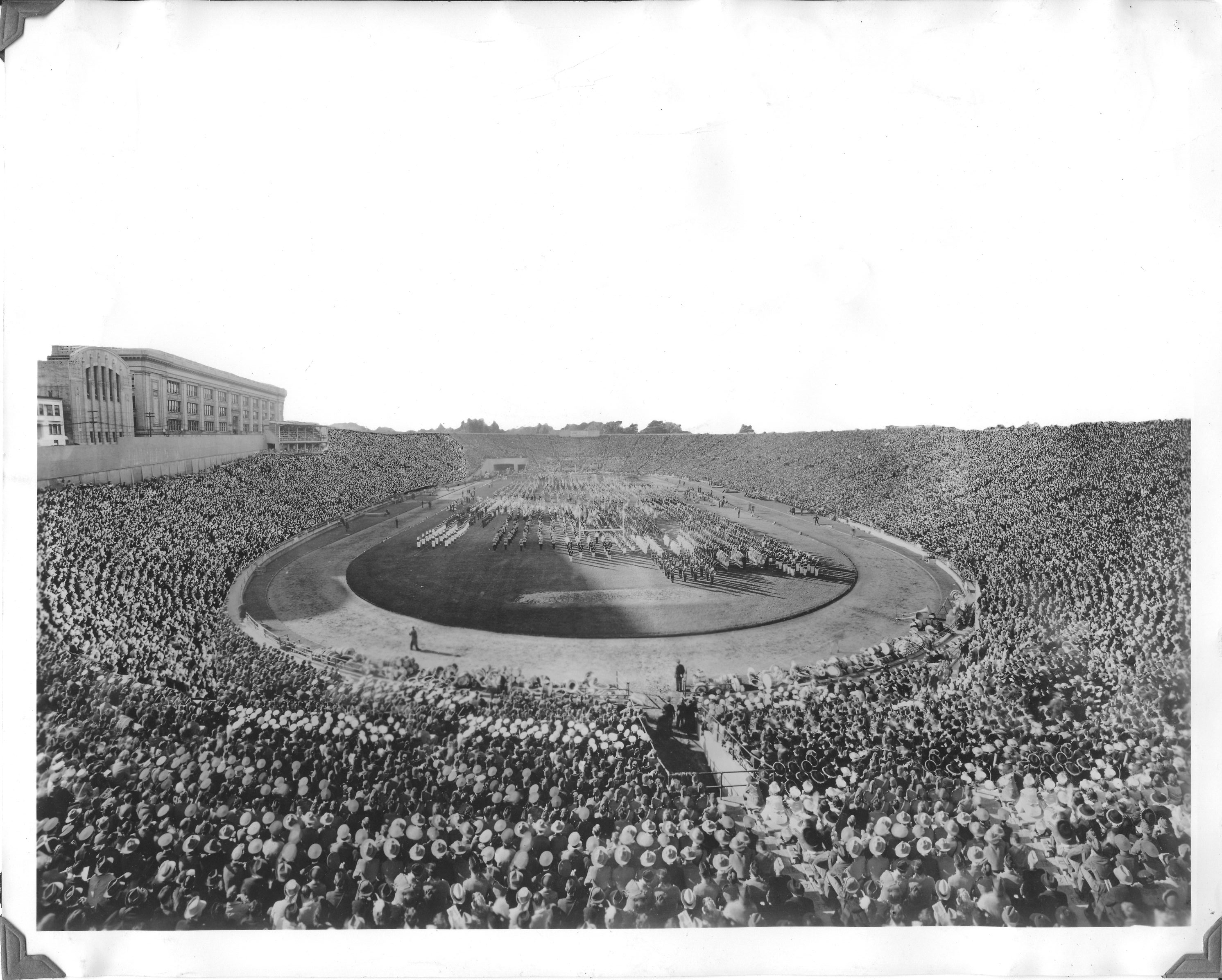
O antigo Kezar Stadium antes da reconstrução.

O estádio foi inaugurado em 1925 com capacidade para 59.942 pessoas, foi a casa dos times de futebol americano San Francisco 49ers entre 1946 e 1970 e do Oakland Raiders em 1960, ambos da NFL, foi demolido em 1989 e reconstruído em 1990 com a configuração atual.